# Kết thúc bán hàng
Kết thúc bán hàng là một thuật ngữ bán hàng đề cập đến quá trình bán hàng. Cảm giác bán hàng bắt nguồn từ bất động sản, kết thúc bán hàng là bước cuối cùng của giao dịch. Trong bán hàng, nó được sử dụng rộng rãi hơn để có nghĩa là đạt được kết quả mong muốn, có thể là một sự trao đổi tiền hoặc có được chữ ký. Nhân viên bán hàng thường được dạy để nghĩ về các mục tiêu không phải là người xa lạ, mà đúng hơn là khách hàng tiềm năng đã muốn hoặc cần những gì đang được bán. Triển vọng như vậy chỉ cần "kết thúc bán hàng".

## Tổng quan
"Kết thúc bán hàng" được phân biệt với các thực hành thông thường như giải thích lợi ích của sản phẩm hoặc biện minh cho một khoản chi phí. Nó được dành riêng cho các phương tiện thuyết phục hơn, mà một số so sánh với cácthủ thuật tự tin. Ví dụ, một nhân viên bán hàng có thể đề cập rằng sản phẩm của anh ta phổ biến với những người hàng xóm của một người, biết rằng mọi người có khuynh hướng theo dõi các xu hướng nhận thức. Điều này được gọi là lý thuyết Jones.
Trong các đại lý ô tô, một "người kết thúc bán hàng" thường là một nhân viên bán hàng cao cấp có kinh nghiệm trong việc kết thúc các giao dịch khó khăn.
Trong bất động sản, một đại diện bán hàng hàng đầu có hình thức sớm nhất của từ "người kết thúc bán hàng" như trong kết thúc ký quỹ.
Kỹ thuật kết thúc bán hàng bao gồm các câu hỏi kết thúc bán hàng chính và phụ, ví dụ:
- Chốt những chi tiết nhỏ: "Khách hàng, bạn có thích sàn nhà sáng hơn hoặc tối hơn trong ngôi nhà mới của bạn không?"
- Chốt những chi tiết nhỏ: "Ông khách hàng, bạn có muốn đi với bàn bếp tiêu chuẩn hoặc bạn thích đi với việc nâng cấp đá granit?"
- Chốt những điểm chính: "Ông khách hàng, bây giờ mà chúng tôi đã chăm sóc sàn của bạn và ưu đãi countertop hãy bước vào văn phòng của tôi để chúng tôi có thể quấn lên giấy tờ về nhà mới của bạn".

Ưu điểm thời gian lớn tránh sử dụng từ "đã chốt" như trong "thỏa thuận kết thúc" trừ khi họ đã xác nhận việc bán hàng. Một lời nói "không" từ khách hàng không bao giờ là kết thúc của quá trình bán hàng và do đó chưa thể gọi là chốt đơn hàng. Chuyên gia hàng đầu về súng thực sự sẽ tìm lại người mua / người bán này vô số lần cho đến khi việc bán hàng được xác nhận.
Vì sợ bị từ chối là một trong những trở ngại lớn nhất đối với việc bán hàng thành công cho nhiều người trong các chức năng bán hàng mà họ không thực sự yêu cầu kinh doanh. Do đó, phải tìm kiếm liên tục các người kết thúc bán hàng trong tuyển dụng bán hàng.
Tất cả các kỹ thuật "kết thúc bán hàng" dưới đây là những cách khác nhau của doanh nghiệp. Dù khéo léo áp dụng thế nào thì các khách hàng vẫn có thể trả lời "Không."

## Các kỹ thuật phổ biến nhất
- Kết thúc bán hàng bằng cách đưa ra lựa chọn thay thế: cũng được gọi là kết thúc bán hàng bằng cách đưa ra lựa chọn tích cực, trong đó nhân viên bán hàng trình bày khách hàng tiềm năng với hai lựa chọn, cả hai đều kết thúc bằng việc bán hàng. "Bạn có thích màu đỏ hoặc xanh hơn không?"[1]
- Kết thúc bán hàng bằng cách đưa ra lời xin lỗi: trong đó nhân viên bán hàng xin lỗi vì chưa chốt giao dịch bán hàng. "Xin lỗi bạn. Một nơi nào đó dọc theo dòng, tôi phải để lại thông tin quan trọng, hoặc trong một số cách để lại cho bạn phòng cho nghi ngờ.Chúng tôi đều biết sản phẩm này phù hợp với nhu cầu của bạn một cách hoàn hảo, và do đó, lỗi ở đây phải được với tôi."[2]
- Kết thúc bán hàng bằng cách giả định: còn được gọi là Kết thúc bán hàng khoán, trong đó nhân viên bán hàng cố ý giả định rằng khách hàng tiềm năng đã đồng ý mua và kết thúc việc bán hàng. "Chỉ cần chuyển cho tôi thẻ tín dụng của bạn và tôi sẽ chuẩn bị giấy tờ."[1]
- Kết thúc bán hàng bằng bảng cân đối: còn được gọi là Kết thúc bán hàng kiểu Ben Franklin, trong đó nhân viên bán hàng và khách hàng tiềm năng cùng nhau xây dựng danh sách ưu tiên mua sản phẩm, trong đó nhân viên bán hàng đang cố gắng đảm bảo danh sách ưu điểm dài hơn.[1]
- Kết thúc bán hàng bằng cách khuyên khách hàng trước sau gì cũng phải mua hàng thì nên mua luôn: trong đó nhân viên bán hàng cắt giảm phản đối khách hàng rằng còn quá sớm để mua bằng cách nói với họ rằng không bao giờ có thời gian thuận tiện trong cuộc sống để mua hàng lớn và do đó họ phải làm điều đó."[2]
- Kết thúc bán hàng trực tiếp: trong đó nhân viên bán hàng chỉ đơn giản trực tiếp yêu cầu khách hàng tiềm năng mua. Nhân viên bán hàng không được khuyến khích sử dụng kỹ thuật này trừ khi họ rất chắc chắn khách hàng tiềm năng đã sẵn sàng cam kết.[1]
- Kết thúc bán hàng gián tiếp: còn được gọi là kết thúc bằng câu hỏi, trong đó nhân viên bán hàng tiến tới việc kết thúc bán hàng với câu hỏi gián tiếp hoặc mềm. "Bạn cảm thấy thế nào về các điều khoản này" hoặc "thỏa thuận này trông như thế nào?"[2]
- Kết thúc bán hàng bằng cách thoả hiệp với khách ở những chi tiết nhỏ: trong đó nhân viên bán hàng cố tình đạt được thỏa thuận với khách hàng tiềm năng trên một điểm nhỏ và sử dụng nó để giả định rằng việc bán hàng đã được chốt. "Cửa trước trông đẹp hơn được sơn màu đỏ? Không? Được rồi, vậy thì chúng ta sẽ để nó lại màu đó."[3]
- Kết thúc bán hàng bằng giả định tiêu cực: trong đó nhân viên bán hàng hỏi hai câu hỏi cuối cùng, lặp lại chúng cho đến khi người đó đạt được mục đích bán hàng. "Anh còn câu hỏi nào nữa không?" và "bạn có thấy lý do nào khiến bạn không mua sản phẩm này không?" Chiến thuật này thường được sử dụng trong các cuộc phỏng vấn việc làm.[4]
- Khuyến cáo khách hàng là nếu không mua thì sẽ lỡ dở cả đời: còn được gọi là kết thúc bán hàng bằng áp lực, trong đó nhân viên bán hàng chỉ ra rằng không nhanh chóng mua thì có thể dẫn đến cơ hội bị bỏ lỡ, ví dụ vì một sản phẩm có thể bị bán hoặc sẽ tăng giá.[1]
- Kết thúc bán hàng bằng cách cho thử hàng, thích rồi mua: trong đó nhân viên bán hàng cung cấp sản phẩm cho khách hàng tiềm năng trên cơ sở dùng thử, để kiểm tra trước khi việc bán hàng được thỏa thuận.[5]
- Kết thúc bán hàng kiểu thi bán hàng: trong đó nhân viên bán hàng cung cấp cho khách hàng tiềm năng một động cơ đặc biệt để kết thúc đơn hàng, giải giáp sự nghi ngờ với một lý do "ích kỷ" đáng tin cậy. "Bình thường tôi không vận chuyển miễn phí đâu. Chẳng qua tôi cố bán cho được đơn hàng này là để giật giải thưởng chuyến đi đến Tây Ban Nha."[2]
- Kết thúc bán hàng kiểu góc nhọn: trong đó nhân viên bán hàng trả lời câu hỏi khách hàng tiềm năng với yêu cầu chốt bán hàng. "Bạn có thể thiết lập và chạy hệ thống trong vòng hai tuần không?" "Nếu tôi đảm bảo điều đó, chúng ta có thỏa thuận không?"[5]